# Fußball-Landesliga Niedersachsen
Die Landesliga Niedersachsen (bis zur Saison 2009/10 Bezirksoberliga) ist im Herrenbereich die zweithöchste Spielklasse innerhalb des Niedersächsischen Fußballverbandes (NFV) und die sechsthöchste Spielklasse in Deutschland.

## Geschichte
Im Jahre 1979 führte der Niedersächsische Fußballverband eine Ligenreform durch. Die bislang acht Bezirke wurden zu vier Bezirken zusammengelegt. Es wurden die Bezirksoberligen als höchste Spielklassen der Bezirke eingeführt, die in Niedersachsen die dritthöchste Spielklasse nach der Verbands- und Landesliga darstellten. 1994 wurde die Verbandsliga Niedersachsen zur zweigleisigen Niedersachsenliga und die vier Bezirksoberligen wurde zu Landesligen. Dieser Name wurde bis 2006 beibehalten, ehe die Landesligen wieder zu Bezirksoberligen wurden. Im Jahre 2010 erfolgte die Umbenennung in Landesliga.

### COVID-19-Pandemie
Die vom Jahre 2020 an weltweite COVID-19-Pandemie führte auch zu einigen Änderungen in den Landesligen. Aufgrund der Spielausfälle beziehungsweise des Verbots der Durchführung von Fußball-Veranstaltungen wurde die Saison 19/20 vorzeitig abgebrochen. Die Aufsteiger wurden über einen Quotienten ermittelt, dabei wurde die Punktzahl durch die Anzahl der Spiele dividiert. Der Abstieg wurde für diese Saison ausgesetzt. Die Saison 20/21 wurde zwar begonnen, allerdings nach erneuten Einschränkungen bei der Durchführung von Fußballspielen ebenfalls abgebrochen und annulliert. Die Saison 21/22 wurde wieder unter normalen Umständen ausgespielt, jedoch gab es in den Landesligen Hannover/Weser-Ems sowie Lüneburg in der Hinrunde eine Einteilung der Teams nach regionalen Gesichtspunkten – diese wurden Staffeln beziehungsweise Gruppen genannt. In der Rückrunde spielten diese Bezirke die Auf- beziehungsweise Absteiger in einer eigenen Aufstiegsrunde und Abstiegsrunde aus. Einzig der Bezirk Braunschweig legte den Modus fest, alle Teams in einer Liga mit Hin- und Rückrunde spielen zu lassen.

## Modus
Die Landesliga Niedersachsen wird von den vier Bezirken des NFV in eigener Verantwortung ausgerichtet. Sie ist daher keine Spielklasse auf Verbandsebene. Die einzelnen Landesligen haben Staffelstärken, die in der Saison 2010/11 zwischen 16 und 19 Mannschaften betrugen. Die Mitgliedsvereine des NFV sind jeweils einem der 33 Kreise zugeordnet. Die einzelnen Kreise sind jeweils einem Bezirk zugeordnet, dessen höchste Spielklasse die Landesliga ist. Welcher Verein in welcher Landesliga antritt, richtet sich daher nach der Bezirks-Mitgliedschaft seines Kreises. Die Kreise entsprechen dabei weitgehend den kommunalen Landkreisen. Eine Ausnahme davon bildet die Region Hannover, in der es die Fußball-Kreise Hannover-Land und Hannover-Stadt gibt. Die Zuordnung zu den Bezirken entspricht der Zuordnung der Landkreise zu den vier ehemaligen niedersächsischen Regierungsbezirken von 1978 bis 2004.

### Auf- und Abstiegsregelung
Regelmäßig steigen die Meister der vier Landesligen in die Fußball-Oberliga Niedersachsen auf.
Von dieser Regelung wird in Jahren abgewichen, in denen es durch Ligareformen zu einem verstärkten Auf- oder Abstieg aus der nächsthöheren Spielklasse kommt. So stieg in den vergangenen Jahren mehrfach eine zweite Mannschaft aus den Landesligen auf, teilweise nach einem Aufstiegsspiel gegen eine weitere Mannschaft aus den einer anderen Landesliga (oder damals „Bezirksoberliga“). Dabei spielten stets die Bezirke Braunschweig und Lüneburg um einen freien in der damaligen Niedersachsenliga Ost und die Bezirke Hannover und Weser-Ems um einen Platz in der damaligen Niedersachsenliga West.
Als zur Saison 2010/11 die eingleisige Oberliga Niedersachsen eingeführt wurde, stiegen die Meister der Saison 2009/10 nicht direkt auf, sondern spielten mit vier Mannschaften aus der Oberliga um noch fünf Plätze in der Oberliga.
Am Saisonende müssen die Landesligen die Absteiger aus der Oberliga sowie die Aufsteiger aus den siebtklassigen Bezirksligen aufnehmen. Die Landesliga Weser-Ems hat als Unterbau fünf Bezirksligen, die anderen Bezirke spielen mit vier Bezirksligen. Deren Meister steigen in die Landesliga auf.
Daher ist die Anzahl der Absteiger in den einzelnen Landesligen unterschiedlich und richtet sich nach der jeweiligen Ausschreibung des Bezirkes. In den Landesligen treten grundsätzlich 16 Mannschaften gegeneinander an. Diese Zahl darf aber für ein Jahr um bis zu zwei Mannschaften überschritten werden, wenn mehr Mannschaften aus der Oberliga absteigen als aufsteigen.

## Landesliga Braunschweig

### Teilnehmer Saison 2024/25
- FC Germania Bleckenstedt
- Bovender SV
- BSC Acosta Braunschweig (Aufsteiger)
- FT Braunschweig
- TSC Vahdet Braunschweig
- VfB Fallersleben (Aufsteiger)
- 1. SC Göttingen 05
- SVG Göttingen 07
- FC Türk Gücü Helmstedt
- SSV Kästorf
- SV Lengede
- FC Eintracht Northeim
- SSV Nörten-Hardenberg
- SV Union Salzgitter (Aufsteiger)
- TuSpo Petershütte (Aufsteiger)
- MTV Wolfenbüttel

### Bisherige Meister
Zwischen 1979 und 1994 sowie von 2006 und 2010 als Bezirksoberliga.
- 1980: 1. SC Göttingen 05 II
- 1981: SVG Einbeck
- 1982: VfR Eintracht Wolfsburg
- 1983: Vorwärts Gebhardshagen
- 1984: TSG Hannoversch Münden
- 1985: Sportfreunde Salzgitter
- 1986: FC Schöningen 08
- 1987: VfR Langelsheim
- 1988: SV Union Salzgitter
- 1989: Braunschweiger SV 22
- 1990: VfB Peine
- 1991: SV Südharz Walkenried
- 1992: Tuspo Petershütte
- 1993: SSV Vorsfelde
- 1994: Goslarer SC 08
- 1995: VfL Wolfsburg Am.
- 1996: SVG Einbeck
- 1997: Braunschweiger SV 22
- 1998: TSV Holtensen
- 1999: Grün-Weiß Vallstedt
- 2000: Freie Turnerschaft Braunschweig
- 2001: BSV Ölper 2000
- 2002: Eintracht Northeim
- 2003: SC Weende
- 2004: TSV Helmstedt
- 2005: Goslarer SC 08
- 2006: VfB Fallersleben
- 2007: SSV Vorsfelde
- 2008: Goslarer SC 08
- 2009: SVG Göttingen 07
- 2010: Dostluk Spor Osterode  B1
- 2011: RSV Göttingen 05
- 2012: Lupo Martini Wolfsburg
- 2013: Freie Turnerschaft Braunschweig
- 2014: Eintracht Northeim
- 2015: SVG Göttingen 07
- 2016: MTV Gifhorn
- 2017: SSV Vorsfelde
- 2018: MTV Wolfenbüttel
- 2019: Freie Turnerschaft Braunschweig
- 2020: SVG Göttingen 07  B2
- 2021: Saison annulliert  B3
- 2022: FSV Schöningen
- 2023: SSV Vorsfelde
- 2024: Eintracht Braunschweig II
- 2025: MTV Wolfenbüttel

### Weitere Aufsteiger
Die folgenden Mannschaften stiegen ebenfalls in die nächsthöhere Liga auf. Die Zahl in Klammern kennzeichnet die Platzierung, die die jeweilige Mannschaft erreicht hatte.
- 1992: TSV Wolfsburg (2)
- 1996: SCW Göttingen (2)
- 1996: TSV Wendezelle (3)
- 1997: Tuspo Petershütte (2)
- 1997: FT Braunschweig (3)
- 1998: Türkischer SV Braunschweig (2)
- 1999: Eintracht Northeim (2)
- 2001: Grün-Weiß Vallstedt (2)
- 2003: Sparta Göttingen (3)
- 2005: MTV Gifhorn (2)
- 2006: Eintracht Northeim (2)
- 2007: SCW Göttingen (2)
- 2009: Lupo Martini Wolfsburg (2)

## Landesliga Hannover

### Teilnehmer Saison 2024/25
- TSV Barsinghausen (Aufsteiger)
- SV Bavenstedt
- VfL Bückeburg
- STK Eilvese (Absteiger)
- FC Eldagsen
- VfR Evesen
- OSV Hannover
- SC Hemmingen-Westerfeld
- SV Newroz Hildesheim (Aufsteiger)
- SV Iraklis Hellas (Aufsteiger)
- TSV Krähenwinkel/Kaltenweide
- FC Lehrte
- TSV Mühlenfeld (Aufsteiger)
- TSV Pattensen
- SV Ramlingen-Ehlershausen (Absteiger)
- HSC BW Tündern
- TSV Wetschen
- 1. FC Wunstorf

### Bisherige Meister
Zwischen 1979 und 1994 sowie von 2006 und 2010 als Bezirksoberliga.
- 1980: Arminia Hannover Am.
- 1981: ASC Nienburg
- 1982: 1. FC Wunstorf
- 1983: TSV Burgdorf
- 1984: TSV Stelingen
- 1985: FC Lehrte
- 1986: SV 06 Lehrte
- 1987: OSV Hannover
- 1988: SC Harsum
- 1989: Sportfreunde Ricklingen
- 1990: SV 06 Lehrte
- 1991: Hannoverscher SC
- 1992: VfL Bückeburg
- 1993: SC Langenhagen
- 1994: FC Lehrte
- 1995: Damla Genc Hannover
- 1996: Niedersachsen Döhren
- 1997: FC Stadthagen
- 1998: SV Ramlingen/Ehlershausen
- 1999: VfL Bückeburg
- 2000: 1. FC Wunstorf
- 2001: SV Linden 07
- 2002: TSV Fortuna Sachsenross
- 2003: Sportfreunde Ricklingen
- 2004: SC Twistringen
- 2005: SV Bockenem
- 2006: SV Bavenstedt
- 2007: Heesseler SV
- 2008: SpVgg Preußen Hameln
- 2009: VfL Bückeburg
- 2010: Arminia Hannover
- 2011: VfL Bückeburg
- 2012: 1. FC Germania Egestorf/Langreder
- 2013: 1. FC Wunstorf
- 2014: Arminia Hannover
- 2015: VfL Bückeburg
- 2016: Hannoverscher SC
- 2017: TuS Sulingen
- 2018: Hannoverscher SC
- 2019: HSC BW Tündern
- 2020: SV Ramlingen/Ehlershausen  H1
- 2021: Saison annulliert  H2
- 2022: TSV Pattensen
- 2023: STK Eilvese
- 2024: Hannoverscher SC
- 2025: TSV Wetschen

### Weitere Aufsteiger
Die folgenden Mannschaften stiegen ebenfalls in die nächsthöhere Liga auf. Die Zahl in Klammern kennzeichnet die Platzierung, die die jeweilige Mannschaft erreicht hatte.
- 1980: Borussia Hannover (2)
- 1998: SV Wehrstedt (2)
- 2001: BSV Rehden (2)
- 2002: TSV Isernhagen (2)
- 2005: TSV Havelse (2)
- 2006: Sportfreunde Ricklingen (2)
- 2009: SV Ramlingen/Ehlershausen (2)

## Landesliga Lüneburg

### Teilnehmer Saison 2024/25
- SV Ahlerstedt/Ottendorf
- TSV Bardowick
- Blau-Weiß Bornreihe (Absteiger)
- Rot-Weiss Cuxhaven (Aufsteiger)
- SV Drochtersen/Assel II
- TSV Etelsen
- FC Hagen/Uthlede
- TuS Harsefeld
- SV Lindwedel-Hope
- MTV Treubund Lüneburg
- Lüneburger SK Hansa
- TuS Neetze
- TSV Ottersberg (Aufsteiger)
- MTV Römstedt (Aufsteiger)
- Rotenburger SV (Absteiger)
- TB Uphusen
- TV Jahn Schneverdingen (Aufsteiger)

### Bisherige Meister
Zwischen 1979 und 1994 sowie von 2006 und 2010 als Bezirksoberliga.
- 1980: TSV Wietze
- 1981: SG Bomlitz-Lönsheide
- 1982: Eintracht Lüneburg
- 1983: SC Uelzen 09
- 1984: TSV Verden
- 1985: TuSG Ritterhude
- 1986: Eintracht Lüneburg
- 1987: Cuxhavener SV
- 1988: SV Ahlerstedt/Ottendorf
- 1989: TuS Neetze
- 1990: SV Drochtersen/Assel
- 1991: TuS Heeslingen
- 1992: SV Soltau
- 1993: TuS Güldenstern Stade
- 1994: MTV Soltau
- 1995: Rotenburger SV
- 1996: TSV Bassen
- 1997: TSV Sievern
- 1998: MTV Soltau
- 1999: Blau-Weiß Bornreihe
- 2000: Teutonia Uelzen
- 2001: Lüneburger SK II
- 2002: TSV Neuenkirchen
- 2003: VSK Osterholz-Scharmbeck
- 2004: TuS Celle FC
- 2005: VfL Maschen
- 2006: Blau-Weiß Bornreihe
- 2007: Rotenburger SV
- 2008: TSV Ottersberg
- 2009: SV Ahlerstedt/Ottendorf
- 2010: Teutonia Uelzen
- 2011: Rotenburger SV
- 2012: SV Drochtersen/Assel
- 2013: TB Uphusen
- 2014: Teutonia Uelzen
- 2015: Heeslinger SC
- 2016: Blau-Weiß Bornreihe
- 2017: MTV Eintracht Celle
- 2018: FC Hagen/Uthlede
- 2019: MTV Eintracht Celle
- 2020: Rotenburger SV  L1
- 2021: Saison annulliert
- 2022: SV Ahlerstedt/Ottendorf
- 2023: Blau-Weiß Bornreihe
- 2024: FC Verden 04
- 2025: Lüneburger SK Hansa

### Weitere Aufsteiger
Die folgenden Mannschaften stiegen ebenfalls in die nächsthöhere Liga auf. Die Zahl in Klammern kennzeichnet die Platzierung, die die jeweilige Mannschaft erreicht hatte.
- 1996: MTV Soltau (2)
- 1998: TuS Bodenteich (2)
- 1999: TSV Verden (2)
- 2001: TuS Woltersdorf (2)
- 2002: VfL Stade (2)
- 2005: SV Drochtersen/Assel (2)
- 2006: TuS Güldenstern Stade (2)
- 2007: Rot-Weiss Cuxhaven (2)
- 2009: Rot-Weiss Cuxhaven (2)
- 2012: TuS Celle FC (2)

## Landesliga Weser-Ems

### Teilnehmer Saison 2024/25
- SV Bad Bentheim (Aufsteiger)
- SV Bevern
- TV Dinklage
- SSC Dodesheide (Aufsteiger)
- Grün-Weiß Firrel
- BV Garrel
- SV Viktoria Gesmold
- SV Holthausen/Biene
- VfL Germania Leer (Aufsteiger)
- SC Melle 03
- Grün-Weiß Mühlen
- SV Vorwärts Nordhorn
- SC Blau-Weiß Papenburg
- FC Schüttorf 09
- SFN Vechta (Aufsteiger)
- VfL Wittekind Wildeshausen (Aufsteiger)

### Bisherige Meister
Zwischen 1979 und 1994 sowie von 2006 und 2010 als Bezirksoberliga.
- 1980: VfL Ockenhausen
- 1981: SV Wilhelmshaven
- 1982: Blau-Weiß Schinkel
- 1983: Weiße Elf Nordhorn
- 1984: VfL Oldenburg
- 1985: SpVg Aurich
- 1986: SV Bad Bentheim
- 1987: TuS Heidkrug
- 1988: SC Spelle-Venhaus
- 1989: Sportfreunde Oesede
- 1990: Olympia Laxten
- 1991: VfB Oldenburg Am.
- 1992: VfL Germania Leer
- 1993: FC Schüttorf 09
- 1994: SV Concordia Ihrhove
- 1995: SV Bad Rothenfelde
- 1996: Sparta Werlte
- 1997: SV Meppen Am.
- 1998: VfL Osnabrück II
- 1999: TuRa Grönenberg Melle
- 2000: VfL Germania Leer
- 2001: TuS Bersenbrück
- 2002: TuS Pewsum
- 2003: VfL Germania Leer
- 2004: VfL Oldenburg
- 2005: VfL Germania Leer
- 2006: SV Wilhelmshaven II
- 2007: VfL Germania Leer
- 2008: SV Bad Rothenfelde
- 2009: VfL Oythe
- 2010: FC Schüttorf 09
- 2011: SV Holthausen/Biene
- 2012: SSV Jeddeloh
- 2013: VfL Oldenburg
- 2014: SC Spelle-Venhaus
- 2015: TuS Lingen
- 2016: TuS Bersenbrück
- 2017: SV Atlas Delmenhorst
- 2018: VfL Oythe
- 2019: SV Bevern  W1
- 2020: Blau-Weiß Lohne  W2
- 2021: Saison annulliert  W3
- 2022: SC Blau-Weiß Papenburg
- 2023: SV Meppen II
- 2024: SV Wilhelmshaven
- 2025: SV Holthausen/Biene

### Weitere Aufsteiger
Die folgenden Mannschaften stiegen ebenfalls in die nächsthöhere Liga auf. Die Zahl in Klammern kennzeichnet die Platzierung, die die jeweilige Mannschaft erreicht hatte.
- 1990: TuS Bersenbrück (2)
- 1996: SV Holthausen/Biene (2)
- 1997: Vorwärts Nordhorn (2)
- 1999: SV Holthausen/Biene (2)
- 2002: TuS Esens (2)
- 2003: SV Bad Rothenfelde (2)
- 2005: TuS Pewsum (2)
- 2006: VfL Löningen (2)
- 2019: Kickers Emden (2)